# Magda (inslagkrater)
Magda is een inslagkrater op de planeet Venus. Magda werd in 1985 genoemd naar Magda, een Deense meisjesnaam.
De krater heeft een diameter van 10,1 kilometer en bevindt zich op Lakshmi Planum in de regio Ishtar Terra, in het quadrangle Lakshmi Planum (V-7).